# Swansboro
Swansboro és una població dels Estats Units a l'estat de Carolina del Nord. Segons el cens del 2007 tenia 1.540 habitants.

## Demografia
Segons el cens del 2000, Swansboro tenia 1.426 habitants, 655 habitatges i 419 famílies. La densitat de població era de 451,3 habitants per km².
Dels 655 habitatges en un 28,9% hi vivien nens de menys de 18 anys, en un 44,6% hi vivien parelles casades, en un 15% dones solteres, i en un 36% no eren unitats familiars. En el 32,4% dels habitatges hi vivien persones soles el 13,1% de les quals corresponia a persones de 65 anys o més que vivien soles. El nombre mitjà de persones vivint en cada habitatge era de 2,18 i el nombre mitjà de persones que vivien en cada família era de 2,72.
Per edats la població es repartia de la següent manera: un 24,4% tenia menys de 18 anys, un 7,6% entre 18 i 24, un 28,1% entre 25 i 44, un 23,1% de 45 a 60 i un 16,8% 65 anys o més.
L'edat mediana era de 38 anys. Per cada 100 dones de 18 o més anys hi havia 81,2 homes.
La renda mediana per habitatge era de 37.740 $ i la renda mediana per família de 45.357 $. Els homes tenien una renda mediana de 32.188 $ mentre que les dones 25.556 $. La renda per capita de la població era de 19.625 $. Entorn del 10,3% de les famílies i l'11,9% de la població estaven per davall del llindar de pobresa.

## Poblacions més properes
El següent diagrama mostra les poblacions més properes.